# 262 г. пр.н.е.
262 (двеста шестдесет и втора) година преди новата ера (пр.н.е.) е година от доюлианския (Помпилийски) римски календар.

## Събития

### В Римската република
- Консули са Луций Постумий Мегел и Квинт Мамилий Витул.
- Продължава Първата пуническа война:
  - Консулите прситигат с войските си в Сицилия и обсаждат в продължение на месеци град Агригент, който е главната картагенска база в района и е отбраняван от Ханибал Гискон. Ханон пристига с войската си, за да поомогне на обсадените, но в битката при Агригент картагенците претърпяват поражение. Въпреки това Ханибал и гарнизона на града успяват да изплъзнат от обсадата и отстъпят с останалите картагенски сили.[1]
  - Сенатът решава да разшири кампанията в Сицилия и да подчини целия остров.[1]
  - Римляните печелят подчинението на Сегеста и Халицие.[2]
  - Картагенците изпращат военноморски подкрепления в Сардиния.[2]

### В Мала Азия
- Птолемейски Египет установява контрол над град Ефес.[3]

### В империята на Селевкидите
- Антиох I Сотер е победен в битка при Сарди от Евмен I, с което последният установява Пергам като независим град и разширява контролираната от него територия, но все още не се обявява за цар.[4]

## Родени
- Аполоний Пергски, древногръцки математик (умрял 190 г. пр.н.е.)